# M-3 (Rusland)
De M-3 of Oekraina (Russisch: М-3 «Украина») is een federale autoweg die Moskou met Oekraïne verbindt. De totale lengte is 490 kilometer.
De weg is een alternatief voor de M-2, hoewel een aanzienlijk deel van de M-2 als autosnelweg is uitgevoerd. De M-3 voert vanaf de MKAD, de Moskouse ringweg, via Obninsk, Kaloega en Brjansk naar de Oekraïense M02, die op zijn beurt weer verder naar Kiev voert.
De eerste kilometers ten zuidwesten van Moskou hebben 2×4 rijstroken, voorbij de luchthaven Vnoekovo wordt dit 2×3 rijstroken. Ongeveer 22 kilometer ten zuidwesten van Moskou is de M-3 niet langer autosnelweg, maar een vierstrooks hoofdweg. Voorbij Kaloega wordt de weg een zelfs tweestrooks, met enkele ongelijkvloerse kruisingen. De weg gaat vervolgens ten oosten van Brjansk langs, om dan vlak voor de Oekraïense grens nog te kruisen met de E381.
De M-3 is onderdeel van de E101. Rondom Kaloega en Moskou wordt gewerkt aan verbetering van de weg.